# 亚历山大·苏霍鲁科夫
亚历山大·苏霍鲁科夫（1988年2月22日—），出生於乌赫塔，是俄罗斯男子游泳运动员，主攻自由泳。曾参加2008年、2012年和2016年三届奥运，其中在2008年北京奥运收获一枚银牌。